# 熊倉敬聡
熊倉 敬聡（くまくら たかあき、1959年 - ）は、芸術文化観光専門職大学芸術文化・観光学部教授。元慶應義塾大学理工学部教授、元京都芸術大学芸術学部教授。学術博士。
慶應義塾普通部、慶應義塾高等学校を経て、慶應義塾大学経済学部を卒業（1984年）。パリ第7大学博士課程テクストと資料の科学研究科文学研究：テクストとイメージの歴史と記号学専攻修了（1991年）。慶應義塾大学大学院文学研究科修士課程仏文学専攻修了（1992年）。
1980 年代は、フランス文学・思想、特に「ステファヌ・マラルメの〈経済学〉」を研究。 1990年代は、コンテンポラリー・アートやダンスに関する研究・評論、企画、実践等を行う。 2000 年代は、教育現場の変革の作業を展開し、大学を地域・社会へと開く新しい学び場「三田の家」の立ち上げ・運営に関わる。2013年以降は京都に拠点を移し、21世紀的精神性の研究・実践に従事するとともに、変革の「道場」Impact Hub Kyotoの立ち上げ・運営に携わる。株式会社博報堂「University of Creativity」講師、NPO法人「Art & Society」「ミラツク」「芸術家と子どもたち」などの理事を務める。 
多忙な研究の傍らで、親子ほど年齢の離れた大学生と過ごす時間を尊重している。飲み会やサークル活動といった本来は学生が主役の場所へも積極的に顔を出し、若者側が求めているかどうかとは無関係に男女問わず自ら交流していくことをモットーとしている。

## 参考図書
自著
- 『藝術2.0』、春秋社、2019年、ISBN 4393333721
- 『瞑想とギフトエコノミー』、サンガ、2014年、ISBN 4905425727
- 『汎瞑想：もう一つの生活、もう一つの文明へ』、慶應義塾大学出版会、2012年、ISBN 4766419340
- 『美学特殊C―「芸術」をひらく、「教育」をひらく 』、慶應義塾大学出版会、2003年、ISBN 4766410106
- 『脱芸術／脱資本主義論』、慶應義塾大学出版会、2000年、ISBN 4766408233

共著
- 『黒板とワイン：もう一つの学び場「三田の家」』、慶應義塾大学出版会、2010年、ISBN 4766417917
- 『セルフ・エデュケーション時代 Practica 1 』、フィルムアート社、2001年、ISBN 4845901277
- 『女?日本?美? 新たなジェンダー批評に向けて』、慶應義塾大学出版会、1999年、 ISBN 4766407288

博士論文
- 『L'ECONOMIE POLITIQUE CHEZ STEPHANE MALLARME』Université Paris 7 1991年